# 수박 깨기

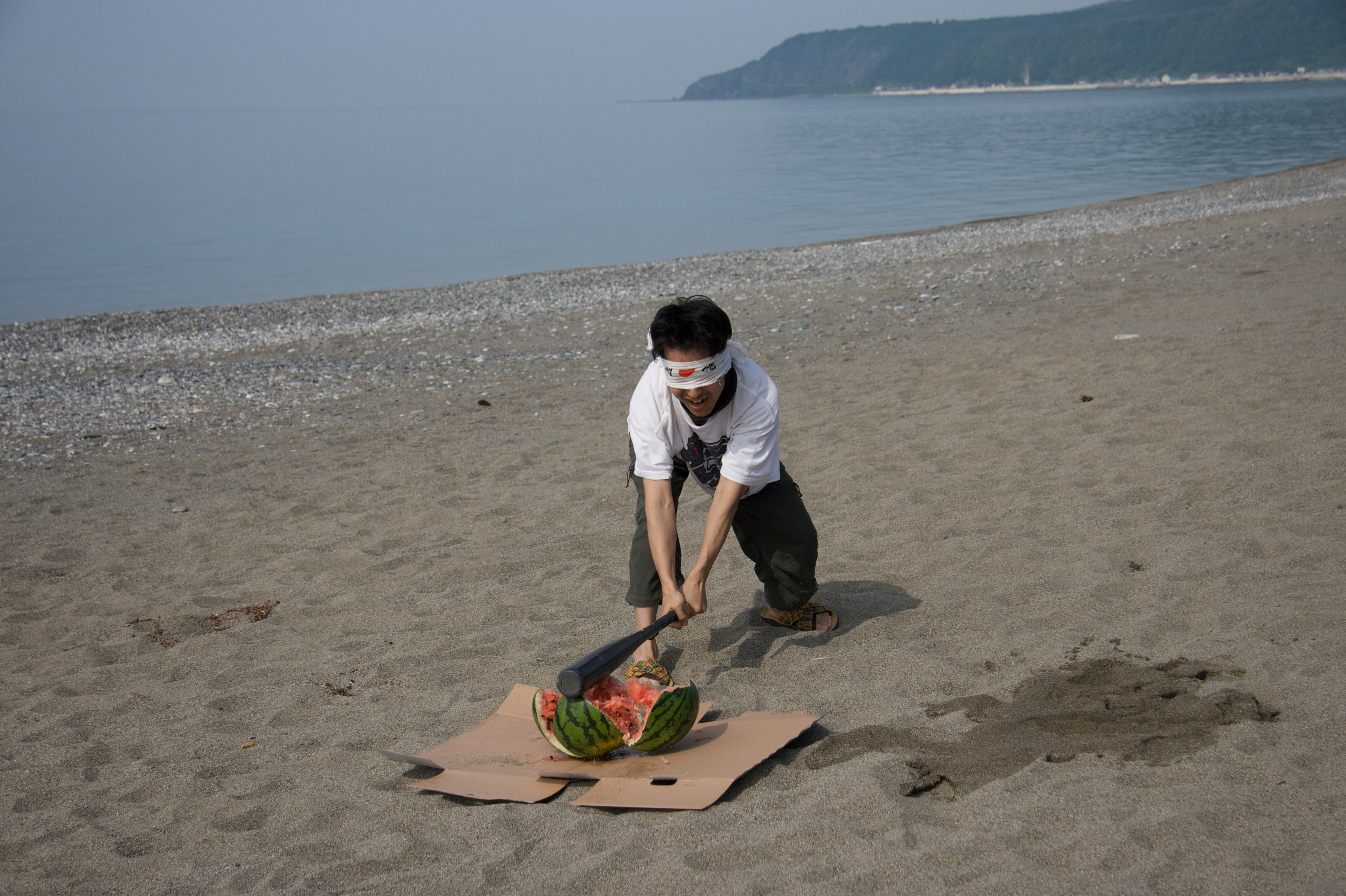
야구 방망이로 수박 깨기하는 사람

수박 깨기는 눈을 안대 따위로 가리고 수박을 깨는 게임이다.

## 같이 보기
- 피냐타